# Opius avispasensis
Opius avispasensis är en stekelart som beskrevs av Fischer 1965. Opius avispasensis ingår i släktet Opius och familjen bracksteklar. Inga underarter finns listade i Catalogue of Life.